# Quetschverschraubung

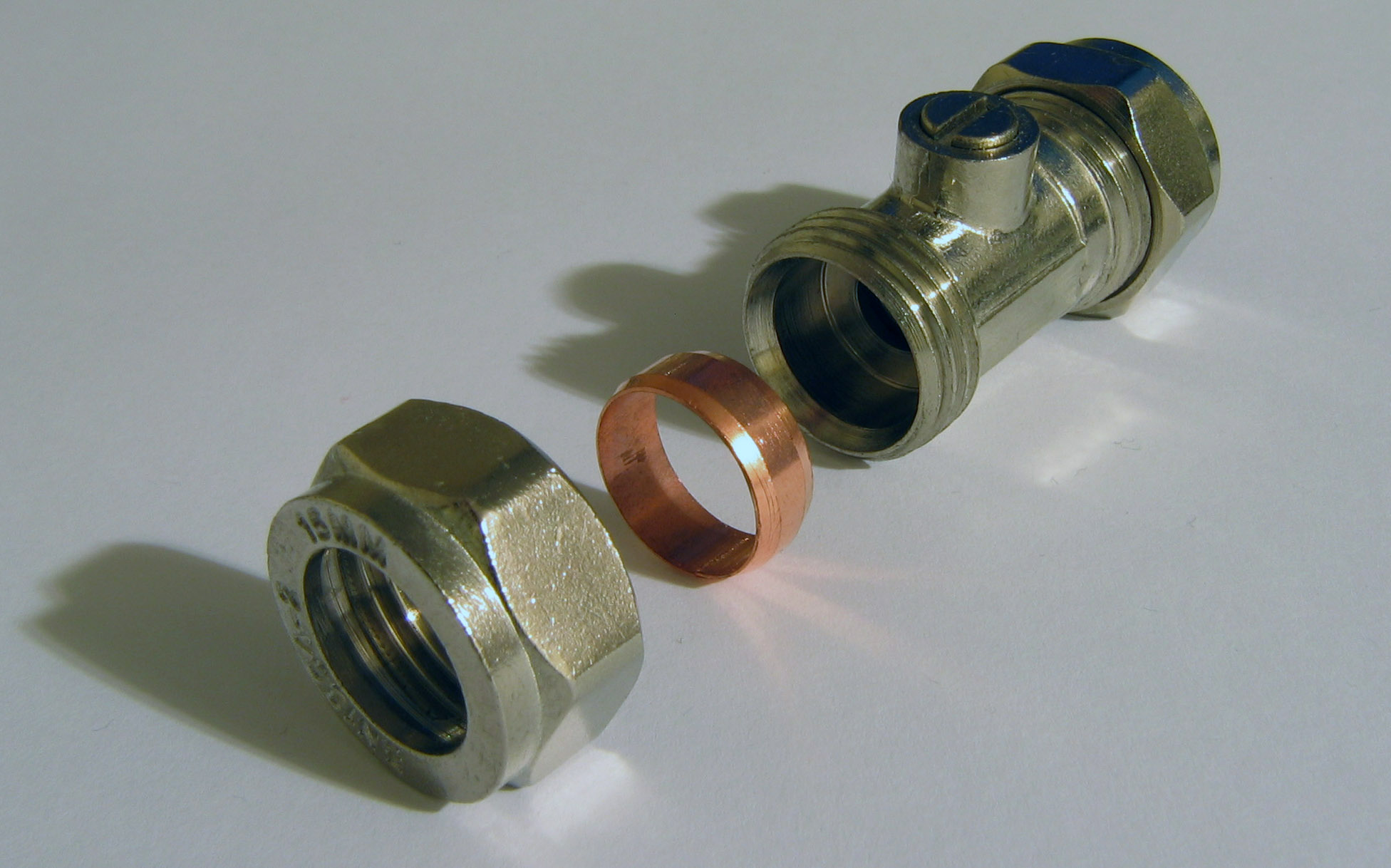
Quetschverschraubung

Eine Quetschverschraubung ist eine flüssigkeitsdichte Verbindung von Rohren oder Schläuchen. Quetschverbindungen kommen beispielsweise beim Anschluss von Sanitäranlagen oder im Aquarienbau zum Einsatz.
Die Bestandteile einer Quetschverschraubung sind üblicherweise: Überwurfmutter, Klemmkonus, Einlegering und Quetschdichtung (Gummiring).
Die Überwurfmutter besitzt auf der einen Seite eine konzentrische Öffnung mit Innengewinde und auf der anderen eine etwas kleinere Öffnung, die ungefähr dem Durchmesser des anzuschließenden Rohrs entspricht. Von der kleineren Öffnung ausgehend weitet sich der Innendurchmesser konisch bis zum Durchmesser des Gewindes auf.
Wenn die Überwurfmutter angezogen wird, so schiebt die konische Fläche den Klemmkonus gegen den Einlagering und den Dichtring. Der Dichtring wird zusammengequetscht und schließt so den Ringspalt zwischen Rohr und dem Körper der Quetschverschraubung. Beim weiteren Anziehen der Mutter schiebt sich deren konische Fläche auf den Klemmkonus und zwängt diesen zusammen. Da der Klemmkonus aus einem weichen Material besteht, verringert sich dabei sein Querschnitt. So klemmt er das Rohr ein und fixiert es in dieser Lage.
Da sich der Klemmkonus zunächst mitdreht, sorgt der zwischenliegende Einlegering dafür, dass die Gummidichtung dabei nicht verdreht und beschädigt wird. 
Quetschverschraubungen kleinen Durchmessers werden häufig zusammen mit Eckventilen verwendet, die unter Waschtischen eingebaut werden, um vor dem Austausch der Armatur die Wasser-Zuleitungen absperren zu können. Eine besondere Ausführung dieser Quetschverschraubungen kommt ohne Klemmkonus und Einlagering aus. Diese besitzen eine breite Quetschdichtung aus Hartgummi bzw. Kunststoff, welche das Rohr gleichzeitig abdichtet und fixiert. Da in der Regel keine Zugkräfte auf das angeschlossene Röhrchen bzw. den flexiblen Anschlussschlauch wirken, welche zur Armatur führen, wird hier kein metallischer Klemmkonus benötigt.
Eine Quetschverschraubung mit Längenausgleich besitzt eine etwas höhere Überwurfmutter mit einer längeren Quetschdichtung (Kunststoffhülse), bei der das geklemmte Rohr nicht unbedingt bis zum Anschlag eingeschoben werden muss.